# Proxalutamida
A proxalutamida (nome de código de desenvolvimento GT-0918) é um antiandrogênio não-esteroidal (NSAA) - especificamente, um antagonista silencioso de alta afinidade seletivo do receptor de androgênio (AR) - que está em desenvolvimento pela Suzhou Kintor Pharmaceuticals, inc. (uma subsidiária da Kintor Pharmaceutical Limited) para o potencial tratamento de câncer de próstata e câncer de mama.

## Pesquisas

### Câncer de próstata
A proxalutamida está em estudos de fase III para mCRPC como monoterapia e em combinação com abiraterona. Nos Estados Unidos, está em um estudo de fase II como monoterapia para mCRPC.

### COVID-19
A proxalutamida foi amplamente divulgada como eficaz para tratamento da COVID-19 no Brasil durante a pandemia de COVID-19, principalmente por Jair Bolsonaro que elegeu o fármaco como "a nova cloroquina". Entretanto, não existem evidências científicas confiáveis e de qualidade que possam assegurar essa afirmação.
Os estudos clínicos que foram realizados no Brasil apresentam falhas éticas e metodológicas, entre elas a realização de um experimento sem a autorização da Comissão Nacional de Ética em Pesquisa.
Outro estudo publicado na Frontiers in Medicine realizado pela mesma equipe, está sub judice por acusações de fraude. A publicação tem o rótulo "expression of concern" e em junho de 2022 recebeu retratação do periódico, apontando: "...conclusões não foram adequadamente apoiadas pela metodologia do estudo."
Em dezembro de 2021, a farmacêutica que produz a proxalutamida deu informações sobre um estudo de fase 3 para pacientes não hospitalizados por Covid-19. A análise foi inconclusiva sobre eficácia e segurança do fármaco, levando a fabricante pedir a FDA para mudar o protocolo de pacientes analisados.

### Outras indicações
A proxalutamida está em um ensaio clínico de fase Ic na China.